# Liste der Monuments historiques in Batz-sur-Mer
Die Liste der Monuments historiques in Batz-sur-Mer führt die Monuments historiques in der französischen Gemeinde Batz-sur-Mer auf.

## Liste der Bauwerke
| Bezeichnung                  | Beschreibung                  | Standort | Kennzeichnung | Schutzstatus | Datum | Bild           |
| ---------------------------- | ----------------------------- | -------- | ------------- | ------------ | ----- | -------------- |
| Kirche St-Guénolé            | Erbaut ab dem 15. Jahrhundert | (Lage)   | PA00108570    | Classé       | 2009  | weitere Bilder |
| Kapelle Notre-Dame-du-Murier | Erbaut 1496                   | (Lage)   | PA00108567    | Classé       | 1862  | weitere Bilder |
| Gallo-römische Zisterne      |                               | (Lage)   | PA00108568    | Classé       | 1918  |                |
| Croix des Douleurs           | Kreuz, 9. Jahrhundert         | (Lage)   | PA00108569    | Inscrit      | 1944  |                |

## Liste der Objekte

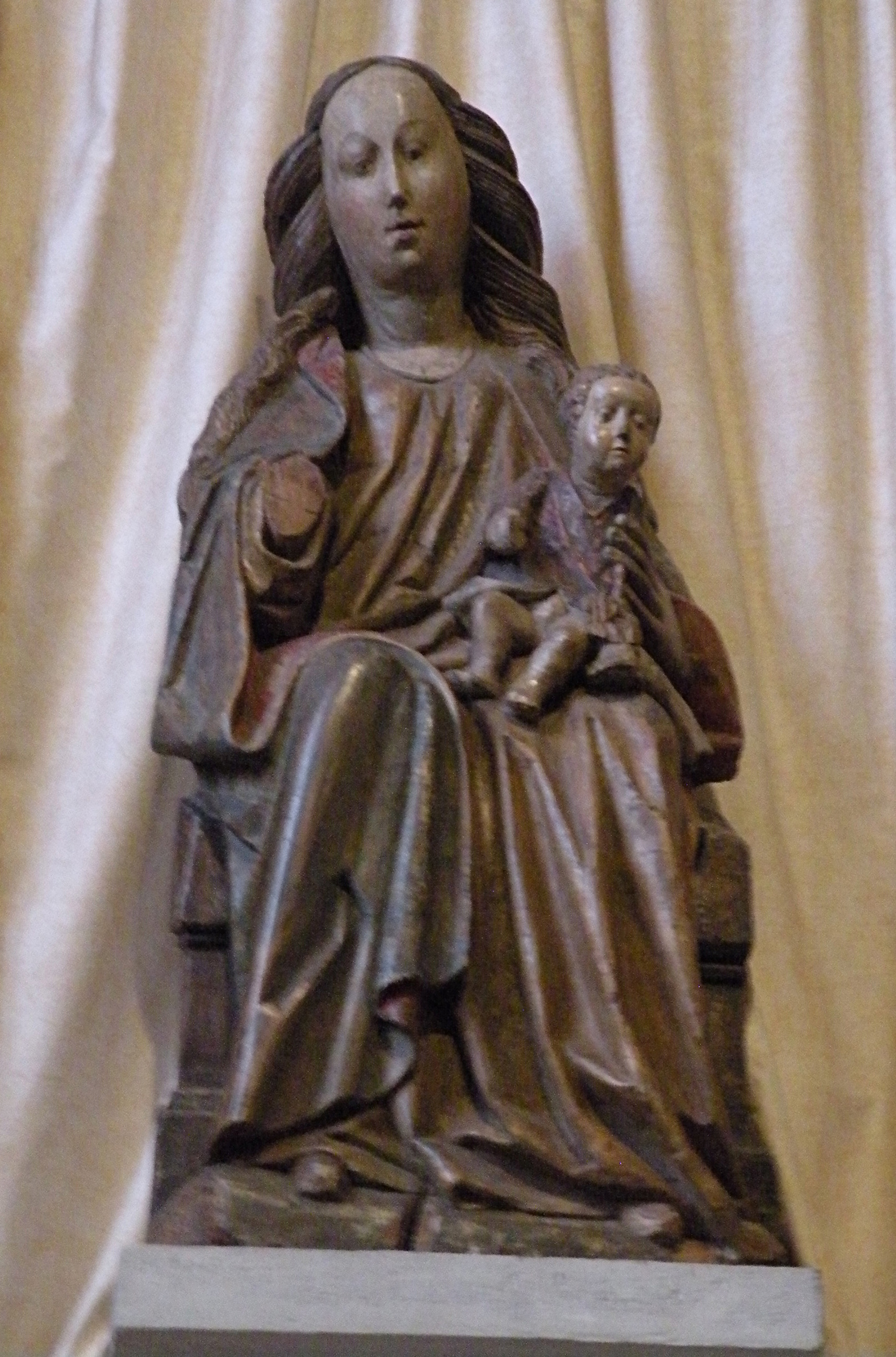
Madonna mit Kind in Batz-sur-Mer

- Monuments historiques (Objekte) in Batz-sur-Mer in der Base Palissy des französischen Kultusministeriums

Siehe auch: Madonna mit Kind (Batz-sur-Mer)